# Дешин, Иван Семёнович
Иван Семёнович Дешин (1918-1944) — капитан Рабоче-крестьянской Красной Армии, участник Великой Отечественной войны, Герой Советского Союза (1945).

## Биография
Иван Дешин родился 14 ноября 1918 года в деревне Котово (ныне — Долгоруковский район Липецкой области) в крестьянской семье. Получил неполное среднее образование, после чего работал счетоводом в колхозе. В 1938—1939 годах проходил службу в Рабоче-крестьянской Красной Армии. В 1941 году повторно был призван в армию. С июня того же года — на фронтах Великой Отечественной войны. В 1943 году Дешин окончил курсы младших лейтенантов. К июлю 1944 года капитан Иван Дешин командовал батальоном 605-го стрелкового полка 132-й стрелковой дивизии 47-й армии 1-го Белорусского фронта. Отличился во время освобождения Волынской области Украинской ССР.
18 июля 1944 года Дешин организовал прорыв вражеской обороны к западу от Ковеля, после чего его батальон стал преследовать отступающие части противника. Батальон с ходу на подручных средствах переправился через реки Выжевка и Западный Буг, вступив на территорию Польши. 27 августа 1944 года Дешин погиб в бою. Похоронен в городе Миньск-Мазовецки Мазовецкого воеводства Польши.
Указом Президиума Верховного Совета СССР от 24 марта 1945 года капитан Иван Дешин посмертно был удостоен высокого звания Героя Советского Союза. Также был награждён орденом Ленина, двумя орденами Красного Знамени, орденами Отечественной войны 1-й степени и Красной Звезды.